# Frodesley
Frodesley est une paroisse civile et un village du Shropshire, en Angleterre.